# Georg Claussen
Georg Frederik Ahrensborg Claussen (20 de junho de 1895 — 4 de julho de 1967) foi um ciclista dinamarquês. Participou nos Jogos Olímpicos de Verão de 1920 e 1924, obtendo o melhor desempenho em 1920 ao terminar em quarto na prova de estrada por equipes.